# Łom (gmina)
Łom (bułg. Община Лом) – gmina w północno-zachodniej Bułgarii, w obwodzie Montana.

## Miejscowości
Miejscowości wchodzące w skład gminy Łom:
- Dobri doł (bułg.: Добри дол),
- Dołno Linewo (bułg.: Долно Линево),
- Kowaczica (bułg.: Ковачица),
- Łom (bułg.: Лом),
- Orsoja (bułg.: Орсоя),
- Sliwata (bułg.: Сливата),
- Stalijska machała (bułg.: Сталийска махала),
- Stanewo (bułg.: Станево),
- Trajkowo (bułg.: Трайково),
- Zamfir (bułg.: Замфир).